# Thrixspermum acutilobum
Thrixspermum acutilobum är en orkidéart som beskrevs av Johannes Jacobus Smith. Thrixspermum acutilobum ingår i släktet Thrixspermum och familjen orkidéer. Inga underarter finns listade i Catalogue of Life.